# Polietina wulpi
Polietina wulpi är en tvåvingeart som beskrevs av Márcia Souto Couri och Barros de Carvalho 1997. Polietina wulpi ingår i släktet Polietina och familjen husflugor. Inga underarter finns listade i Catalogue of Life.